# Pokolji u Sarajevu
Pokolji u Sarajevu bili su dio kampanje teroriziranja Sarajeva od strane srpskih snaga, VRS, JNA i paravojnih formacija, koje su Sarajevo držale u okruženju oko 1 300 dana, što je najduže u povijesti suvremenog ratovanja. Tijekom opsade pobijeno je 14 011 ljudi, od čega preko 1 600 djece. Za teroriziranje, sistematično snajperiranje i granatiranje civila tijekom opsade Sarajeva pravomoćno je osuđen zapovjednik Romanijskog korpusa srpske vojske, general Stanislav Galić, dok se političkom inspiratoru opsade, Radovanu Karadžiću, trenutno sudi. 

## Bakareva
Masakr djece u Bakarevoj ulici na Bistriku dogodio se 26. lipnja 1993. godine. Tog dana granata ispaljena sa srpskih položaja u okolici Sarajeva ubila je sedmero djece.[nedostaje izvor]

## Budakovići
Masakr u Budakovićima se dogodio 12. lipnja 1993. godine,kada je granata ispaljena sa srpskih položaja usmrtila 10,a ranila 3 građana Sarajeva,na mezarju u Budakovićima.[nedostaje izvor] Granata je ispaljena na mezarje u vrijeme kada se obavljala dženaza. Na groblju Budakovići su poginuli:Edhem Borovina,Salko Bradić, Osman Curić, Asim Džaferović, Sejdalija Kurtić, Kasim Pintol,Smail Sarač i Began Sarajkić.[nedostaje izvor]

## Dobrinja
Masakri na Dobrinji su nekoliko masakara koji su počinjeni nad civilima u sarajevskom naselju Dobrinja tokom rata u BiH u srpskoj kampanji granatiranja Sarajeva. Prvi masakr se desio 1. lipnja 1993. godine u naselju Dobrinja III,kada je od dvije minobacačke granate ispaljene sa srpskih položaja,na mjestu između ulice grada Bakua i Trga djece Dobrinje,ubijeno 15,a ranjeno 80 civila,uglavnom djece. Granate su ispaljene na mjesto gdje se odigravao malonogometni bajramski turnir. Drugi masakr na Dobrinji dogodio se 12. srpnja 1993. u ulici Hakije Turajlića 37,kada je od minobacačke granate ispaljene od srpskih položaja,u redu za vodu stradalo 13 civila,a 15 ranjeno. Nakon toga su dva masakra u redovima za vodu,kada su srpske snage granatama pogodile ljude koji su čekali da kanistere ispune vodom,s obzirom na to da je srpska vojka prethodno prekinula dotok vode. Prvi masakr se dogodio 21. lipnja 1995. godine. Tada je iz pravca Nedžarića ispaljena granata koja je pogodila Osnovnu školu "Skender-Kulenović",u kojoj je veliki broj ljudi čekao u redu za vodu. Tom prilikom je ubijeno sedam,a ranjeno 12 ljudi,dok se drugi masakr dogodio 21. srpnja 1995. Tada je ubijeno šest,a ranjeno petnaest civila. Poginuli su 12. srpnja 1993.:Ljiljana Matić,Ibro Talić,Enisa Talić,Jasna Tvrtković,Stela Tvrtković,Rahima Mehonić,Sedajeta Mehonić,Nedžiba Mehonić,Ajdin Kirlić,Dragica Mićanović,Zoran Simić,Sulejman Selimović,Ilham Jelovac. U redovima za vodu poginuli 18. lipnja 1995.:Kenan Čizmić,Rešad Imamović,Izet Kadić,Lura Lončar,Safet Lončar,Sulejman Mehmedović,Bahrija Sijerčić.

## Ferhadija
Masakr u Ferhadiji ili Masakr u ulici Vase Miskina je jedan od najstrašnijih zločina u povijesti Sarajeva,kojeg su počinili pripadnici srpske vojske 27. svibnja 1992. godine nad civilima koji su čekali u redu kruh u glavnoj sarajevskoj ulici. Srpske snage su ispalile tri granate iz pravca Borija i usmrtile 26,a ranile 108 građana Sarajeva. Poginuli su:Nedžad Abdija,Ismet Ašćerić,Ruždija Bektešević,Snježana Biloš,Predrag Bogdanović,Vladimir Bogunović,Vasva Čengić,Gordana Ćeklić,Mirsad Fazlagić,Emina Karamustafić,Mediha Omerović,Bahrija Pilav,Mila Ruždić,Mile Ružić,Abdulah Sarajilić,Sulejman Sarajilić,Hatidža Salić,Galib Sinotić,Sreten Stamenović,Srećko Šiklić,Božica Trajeri-Pataki,Vlatko Tanacković,Srećko Tanacković,Tamara Vejzagić-Kostić,Jusuf Vladović i Izudin Zukić.

## Markale
Masakri na Markalama su bili dva masakra nad sarajevskim civilima od strane Vojske Republike Srpske tokom opsade Sarajeva u ratu u Bosni i Hercegovini. Dogodili su se na Markalama u povijesnoj jezgri Sarajeva,glavnog grada Bosne i Hercegovine. Prvi se dogodio 5. veljače,1994. godine kad je 68 ljudi poginulo,a dodatnih 144 ranjeno. Drugi se dogodio 28. kolovoza,1995. godine,kad su granate ubile 37 ljudi i ranile dodatnih 90. Ovaj,drugi napad bio je direktan uzrok NATO-ve kampanje bombardiranja srpskih položaja koja bi dovela do Daytonskog mirovnog sporazuma i kraja rata u Bosni i Hercegovini. Pitanje da li su ove granate ispaljen s položaja Armije Republike Bosne i Hercegovine ili Vojske Republike Srpske je predmet dugotrajne rasprave i brojnih teorija zavjere. Prvi masakr dogodio se između 12:10 i 12:15,kada je granata pala u centru popunjene tržnice. Prvo se mislilo da je granata ispaljena s položaja Armije Republike Bosne i Hercegovine,no poslije se dovelo do zaključka da je to nemoguće utvrditi. Drugi masakr dogodio se u kolovozu u 11:00 h. Krivac je Vojska Republike Srpske.

## Halači
Masakr u ulici Halači na Baščaršiji u Sarajevu dogodio se 23. kolovoza 1992. godine tijekom opsade Sarajeva iz bosanskog rata. Tog dana je granata ispaljena sa srpskih položaja ubila osmero, a teže ranila troje civila u povijesnom i kulturnom centru Sarajeva. Ubijeni su Dženan Aljević, Mahir Ferhatović, Tarik Harta, Esma Muratović, Meliha Muratović-Spahić, Almasa Spahić, Mahira Spahić i Ismet Suljić.

## Boljakov Potok
Masakr u Boljakovom Potoku se dogodio 28. rujna 1992. godine u sarajevskom naselju Boljakov Potok, općini Novi Grad i tijekom srpske kampanje granatiranja Sarajeva. Tog dana je granata ispaljena sa srpskih položaja ubila devet civila koji su se okupili na dženazi rahmetli Fatime Jusić na mjesnom mezarju, a dvadeset teže ili lakše ranila. Masakriranje civila u opkoljenom Sarajevu na mjestima masovnog okupljanja ljudi, poput okupljanja na pokopima, u redu za vodu, u redu za kruh, te na tržnicama bila je uobičajena praksa srpske vojske tijekom opsade. Sličan masakr na dženazi dogodio se i u Budakovićima. Poginuli su Asim Cvrk, Meho Čakarić, Alija Čaušević, Imšir Kerla, Mustafa Karajčić, Ibrahim Šehović, Ramo Veljan, te dvije neidentificirane osobe.

## Novi Grad
Masakr u Novom Gradu ili Masakr u ulici Žrtava fašizma je masakr kojeg je počinila srpska vojska tijekom opsade Sarajeva. 10. studenog 1993. godine u ulici Žrtava fašizma kod broja 12 u sarajevskoj općini Novi Grad granata ispaljena sa srpskih položaja ubila je 9, a ranila 32 sarajevska građana. Poginuli su Elma Geko, Slavojka Govedarica, Semir Haseta, Amina Hećo, Ajdin Hodžić, Ibrahim Huskić, Vinko Lončar, Silvijo Mačorović i Božidar Šuka.

## Alipašino Polje
Masakri na Alipašinom Polju su dio kampanje granatiranja Sarajeva od Vojske Republike Srpske i Jugoslavenske narodne armije. Prvi se dogodio 30. kolovoza 1992. na Trgu solidarnosti broj 14 (tržnica) i tu je ubijeno 11 civila. Drugi se dogodio 22. siječnja 1994. u 13:40 h. Ubijeno je šestero djece s tri granate. Ovo su ta djeca i njihova godina rođenja: Indira Brković (1982.), Jasmina Brković (1989.), Mirza Dedović (1986.), Danijel Jurenić (1981.), Nermin Rizvanović (1981.) i Admir Subašić (1986.).

## Trg ZAVNOBiH
Masakr na Trgu ZAVNOBiH jedan je od mnogobrojnih masakara u srpskoj kampanji granatiranja Sarajeva. Tog je dana od granate ispaljene sa srpskih položaja ubijena učiteljica Fatima Gunić i njenih troje učenika: Adis Mujalo, Vedad Mujkanović i Feđa Salkić. To se dogodilo u improviziranoj školi broj 18 na Trgu ZAVNOBiH-a na Alipašinom Polju u općini Novi Grad. Ranjena su 23 učenika. U okilici škole ubijeno je 5, a ranjeno 42 učenika. Danas škola nosi naziv po ubijenoj učiteljici Fatimi Gunić.